# Museo Beatle
Het Museo Beatle (Beatlemuseum) is een museum in de Argentijnse hoofdstad Buenos Aires. Het is gewijd aan de Britse popgroep The Beatles.

## Geschiedenis
Het museum werd op 3 januari 2011 opgericht door Rodolfo Vázquez (geboren 1957). Hij is ook de oprichter van  de nachtclub The Cavern Buenos Aires dat eveneens aan de Liverpoolse band gewijd is. Daarnaast organiseert hij jaarlijks een Beatle-week met een competitie waarin Latijns-Amerikaanse coverbands optreden met Beatlenummers. The Beatles traden nooit in Argentinië op.
Vázquez is fan sinds hij op 10-jarige leeftijd hun album Rubber soul (1965) kreeg. Sindsdien bouwde hij zijn verzameling uit die in 2001 met 5.612 items door het Guinness Book of Records erkend werd als grootste Beatles-verzameling ter wereld. Toen hij zijn museum in 2011 opende, bestond de collectie inmiddels uit meer dan 8.500 stukken. Veel stukken verkreeg hij door uitruil met fans uit andere landen. Daarnaast vulde hij zijn collectie aan met aangekochte stukken.

## Collectie
Tussen de vele stukken bevindt zich een cheque ter waarde van 11 pond die door Ringo Starr werd ondertekend, kopieën van de geboorteaktes van alle vier bandleden en een doosje condooms met de namen van John Lennon en Yoko Ono erop. Verder is er een podiumdeel te zien van de stripteaseclub Star Club in Hamburg waar ze als huisband hebben opgetreden, een van de 5000 stenen van de in 1983 afgebroken Liverpoolse Cavern Club en een vloerdeel van het weeshuis Strawberry Field die inspireerde tot het schrijven van Strawberry fields forever (1967). Daarnaast zijn er een groot aantal andere fanartikelen en memorabilia te zien.